# Kalkulator
Kalkulátor je elektronski žepni računski strojček. Ker je priročen in preprost za uporabo, je v zadnji četrtini 20. stoletja popolnoma izpodrinil vse ostale vrste računal.
Izraz kalkulator izvira iz latinske besede calculus - kamenček. Latinski izraz calculator je prvotno označeval računalo na kamenčke (abak), v sodobnih jezikih pa kalkulalator praviloma označuje elektronsko žepno računalo.
V slovenščini se v zadnjem času pojavlja težnja, da bi besedo kalkulator nadomestili z besedo računalo.  Poudariti moramo, da besedi nikakor nista sopomenki! Beseda računalo lahko pomeni tudi starejše računske naprave (abak, logaritemsko računalo ipd.), beseda kalkulator pa lahko pomeni tudi elektronske strojčke, ki obvladajo bistveno več kot zgolj računanje (risanje grafov funkcij ipd.) in bi zato zaslužili ime računalnik in ne računalo.

## Zgodovina
Prvi elektronski računski stroji so se pojavili okoli leta 1950. Bili so veliki in okorni. Prvo računalo, ki zasluži ime žepni kalkulator, so izdelali leta 1967 v podjetju Texas Instruments. V letih 1969-1970 so izdelali prve komercialno uspešne kalkulatorje tudi v podjetjih Compucorp, Sanyo, Sharp in Canon. 
Leta 1972 je Hewlett-Packard izdelal prvi znanstveni žepni kalkulator HP-35. Ta kalkulator je (za razliko od večine ostalih) uporabljal pri računanju obrnjeni poljski zapis (RPN). Seštevanje dveh števil v tem zapisu opravimo tako, da najprej prek tipke ENTER↑ vnesemo obe števili, nato pa pritisnemo tipko za seštevanje. Obrnjeni poljski zapis se je zdel večini navadnih uporabnikov preveč zapleten, zato ga drugi izdelovalci kalkulatorjev niso uporabljali. Z učenjem pa po mnenju mnogih (predvsem uporabnikov kalukatorjev HP) postane računanje bolj zapletenih izrazov hitrejše od običajnega algebrskega zapisa. HP-35 je prvi imel transcendentne funkcije (trigonometrične in eksponentne funkcije).

## Vrste kalkulatorjev
V današnjem času ločimo več vrst kalkulatorjev:
- Navadni kalkulator, ki obvlada samo 4 osnovne računske operacije (in včasih še kvadratni koren). Kalkulatorji te vrste po navadi ne obvladajo pravila o vrstnem redu računskih operacij.
- Znanstveni kalkulator obvlada poleg tega še potence, korene, kotne funkcije, logaritme, in druge matematične funkcije. Obvlada tudi pravilni vrstni red računskih operacij.
- Programabilni kalkulator je možno poleg tega tudi programirati.
- Grafični kalkulator zna poleg tega risati tudi grafe funkcij ipd.

Pri računanju vrednosti nekaterih funkcij opazimo še naslednjo razliko:
- Nekateri (zlasti starejši) kalkulatorji uporabljajo obrnjeno logiko: Če želimo izračunati sin 30°, moramo najprej natipkati 30 in potem tipko »sin«. To velja tudi za kalkulatorje z zapisom RPN.
- Drugi (zlasti novejši) kalkulatorji uporabljajo neposredno logiko (angleško: DAL = Direct Algebra Logic): Če želimo izračunati sin 30°,

natipkamo najprej »sin« in potem 30.

### Razporeditev tipk
Večina žepnih kalkulatorjev ima naslednje tipke.  Čeprav je razporeditev števk standardna, se položaj drugih tipk med modeli razlikuje; ponazorjen je primer.
| MC or CM       | Memory Clear (počiščenje spomina)                                                                                        | Tipično razporeditev osnovnega žepnega kalkulatorja MCMRM−M+C±%√789÷456×123−0.=+ |
| MR, RM, or MRC | Memory Recall (priklic iz spomina)                                                                                       | Tipično razporeditev osnovnega žepnega kalkulatorja MCMRM−M+C±%√789÷456×123−0.=+ |
| M−             | Memory Subtraction (odštetje spomina)                                                                                    | Tipično razporeditev osnovnega žepnega kalkulatorja MCMRM−M+C±%√789÷456×123−0.=+ |
| M+             | Memory Addition (prištetje spomina)                                                                                      | Tipično razporeditev osnovnega žepnega kalkulatorja MCMRM−M+C±%√789÷456×123−0.=+ |
| C or AC        | All Clear (počiščenje vsega)                                                                                             | Tipično razporeditev osnovnega žepnega kalkulatorja MCMRM−M+C±%√789÷456×123−0.=+ |
| CE             | Clear (last) Entry (počiščenje vnosa); včasih CE/C: prvi pritisk počisti zadnji vnos (CE), drugi pritisk počisti vse (C) | Tipično razporeditev osnovnega žepnega kalkulatorja MCMRM−M+C±%√789÷456×123−0.=+ |
| ± or CHS       | Preklop pozitivne/negativne številke, tj. CHange Sign (sprememba predznaka)                                              | Tipično razporeditev osnovnega žepnega kalkulatorja MCMRM−M+C±%√789÷456×123−0.=+ |
| %              | Odstotek | Tipično razporeditev osnovnega žepnega kalkulatorja MCMRM−M+C±%√789÷456×123−0.=+ |
| ÷              | Deljenje | Tipično razporeditev osnovnega žepnega kalkulatorja MCMRM−M+C±%√789÷456×123−0.=+ |
| ×              | Množenje | Tipično razporeditev osnovnega žepnega kalkulatorja MCMRM−M+C±%√789÷456×123−0.=+ |
| −              | Odštevanje | Tipično razporeditev osnovnega žepnega kalkulatorja MCMRM−M+C±%√789÷456×123−0.=+ |
| +              | Seštevanje | Tipično razporeditev osnovnega žepnega kalkulatorja MCMRM−M+C±%√789÷456×123−0.=+ |
| .              | Decimalna pika | Tipično razporeditev osnovnega žepnega kalkulatorja MCMRM−M+C±%√789÷456×123−0.=+ |
| √              | Kvadratni koren | Tipično razporeditev osnovnega žepnega kalkulatorja MCMRM−M+C±%√789÷456×123−0.=+ |
| =              | Rezultat | Tipično razporeditev osnovnega žepnega kalkulatorja MCMRM−M+C±%√789÷456×123−0.=+ |

Razporeditev števk na kalkulatorju in drugih numeričnih tipkovnicah s tipkami 7-8-9 dve vrsti nad tipkami 1-2-3 izhaja iz kalkulatorjev in blagajn. Pomembno se razlikuje od razporeditev tipk na telefonskih tipkovnicah, pri katerih so na vrhu tipke 1-2-3 in v tretji vrsti tipke 7-8-9.